# Matilha

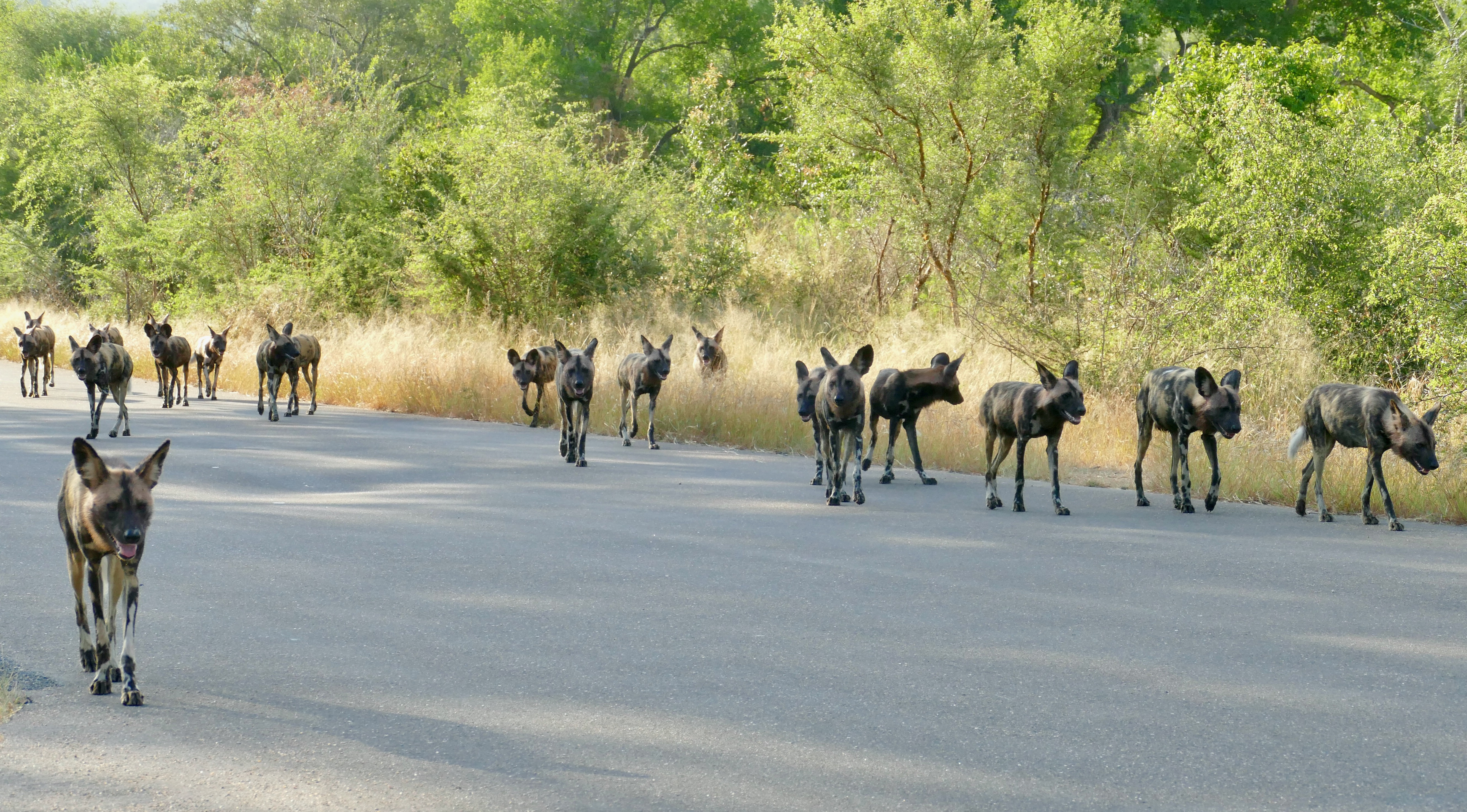
Uma matilha de mabecos.

Uma matilha, ou alcateia é um grupo social de canideos da mesma espécie. O número de membros em uma matilha e seu comportamento social variam de espécie para espécie. A estrutura social é muito importante em uma matilha. As matilhas caninas são lideradas por um casal dominante.[carece de fontes?]
A Raposa-das-estepes às vezes formam matilhas, ao contrário de algumas outras espécies de raposas.
Os únicos Felinos que também podem viver em bandos são os leões e possivelmente os hoje extintos tigres dentes de sabre.

## Galeria

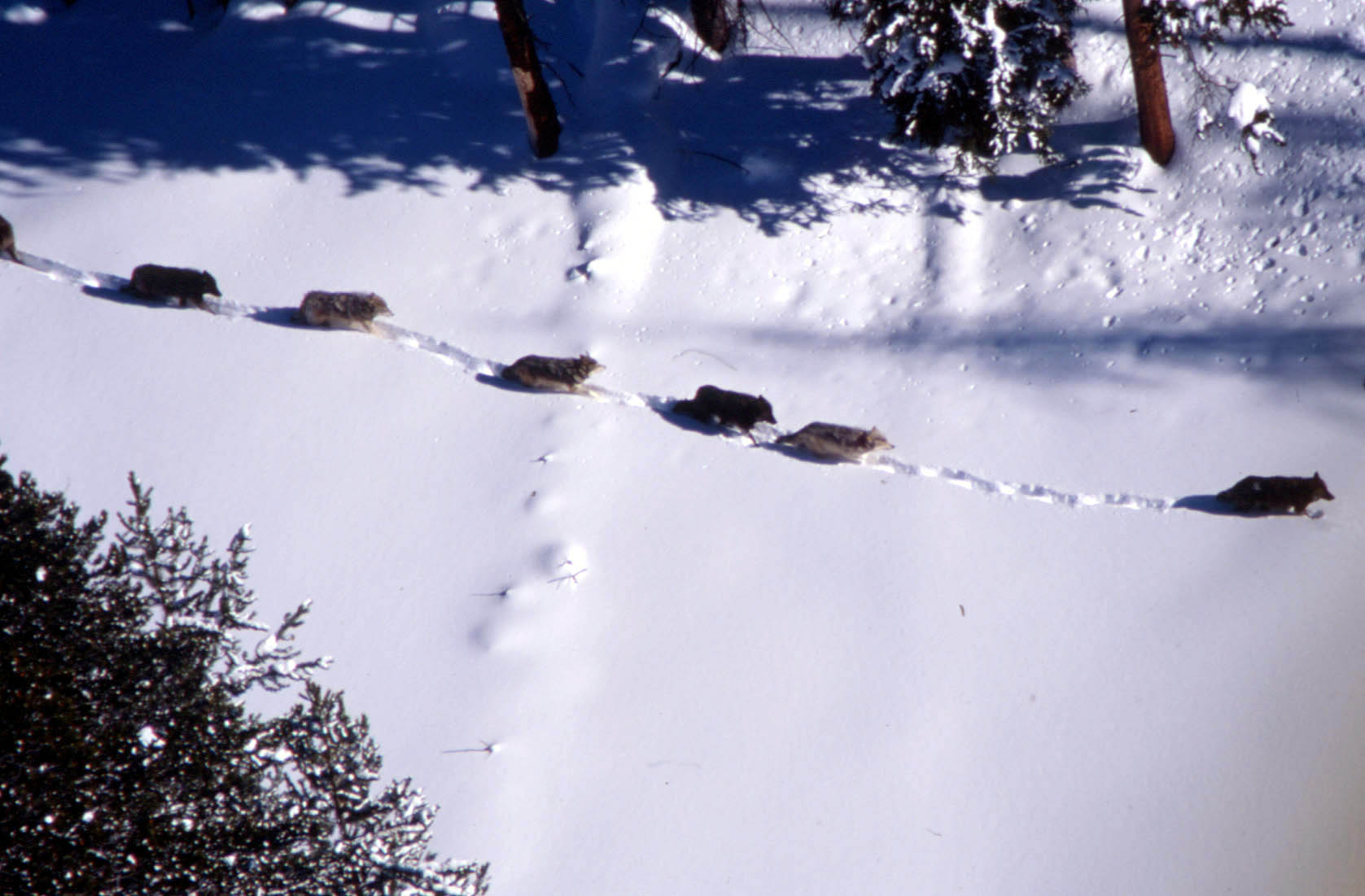
Uma alcateia de Lobos.
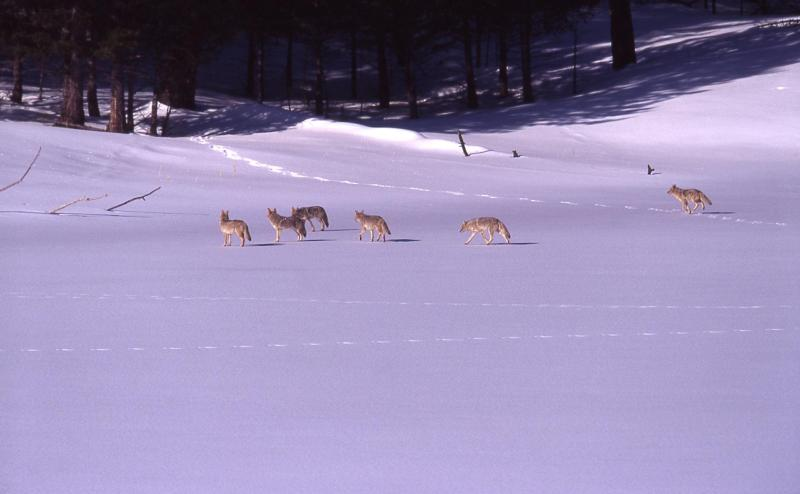
Uma matilha de coiotes no Parque Nacional de Yellowstone em 1999.
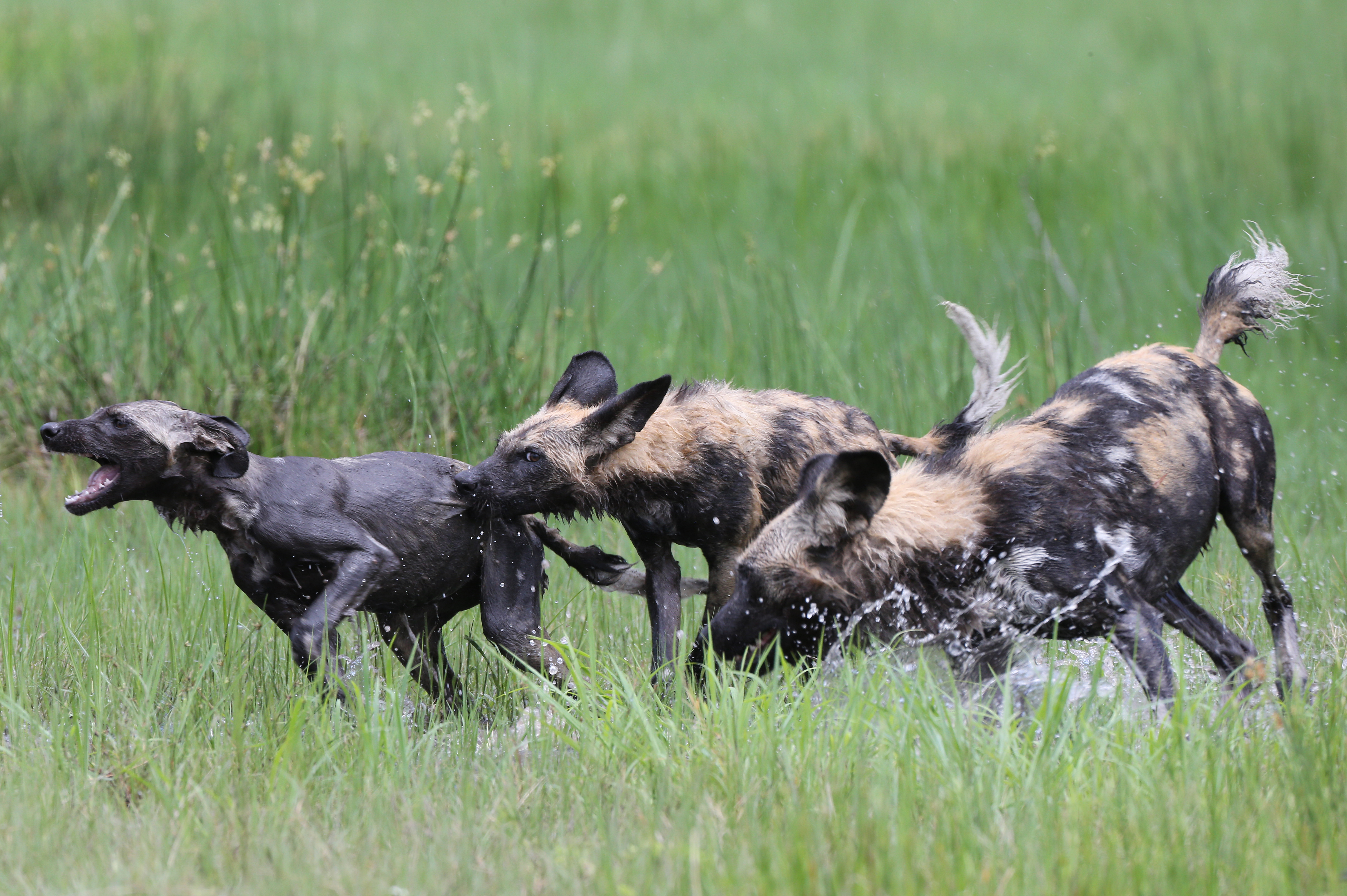
Uma matilha de mabecos brincando num rio de Okavango; Namíbia  fotografado em dezembro de 2012.
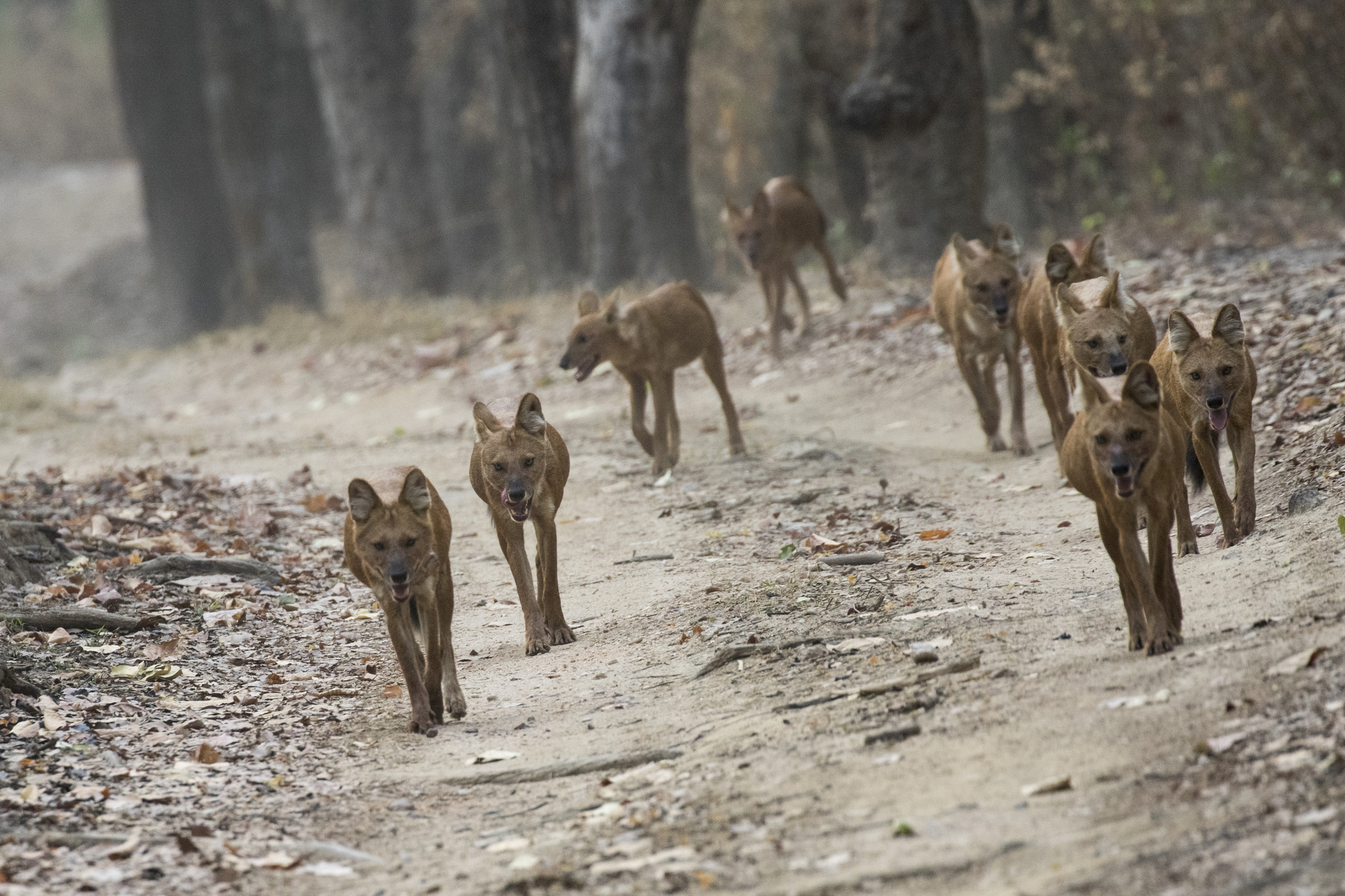
Uma matilha de dholes
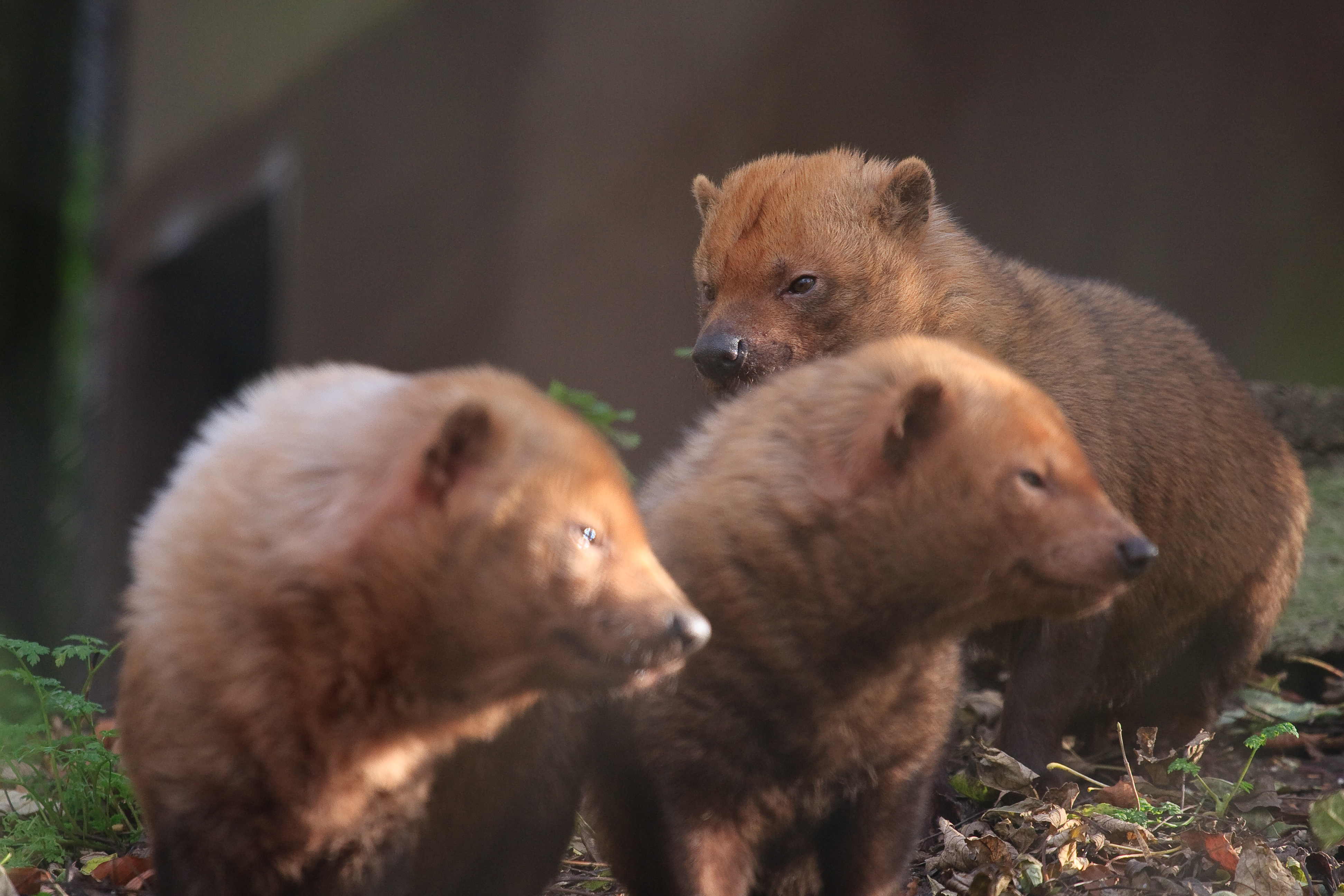
Uma matilha de cachorros vinagre
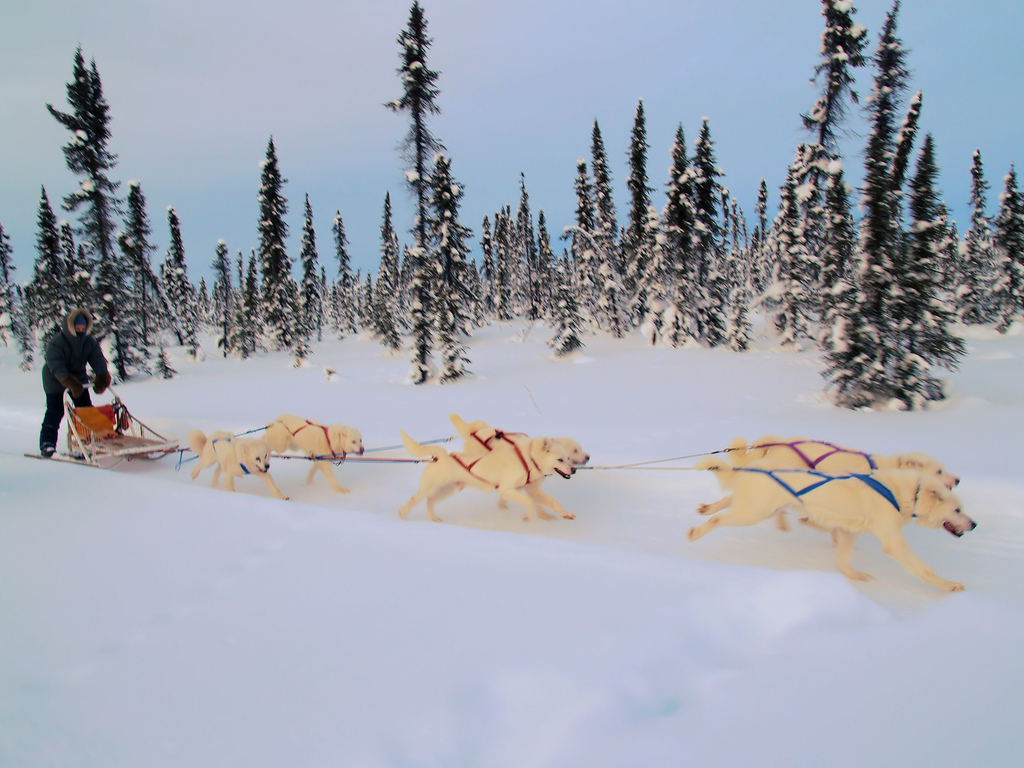
Trenó puxado por Huskies brancos
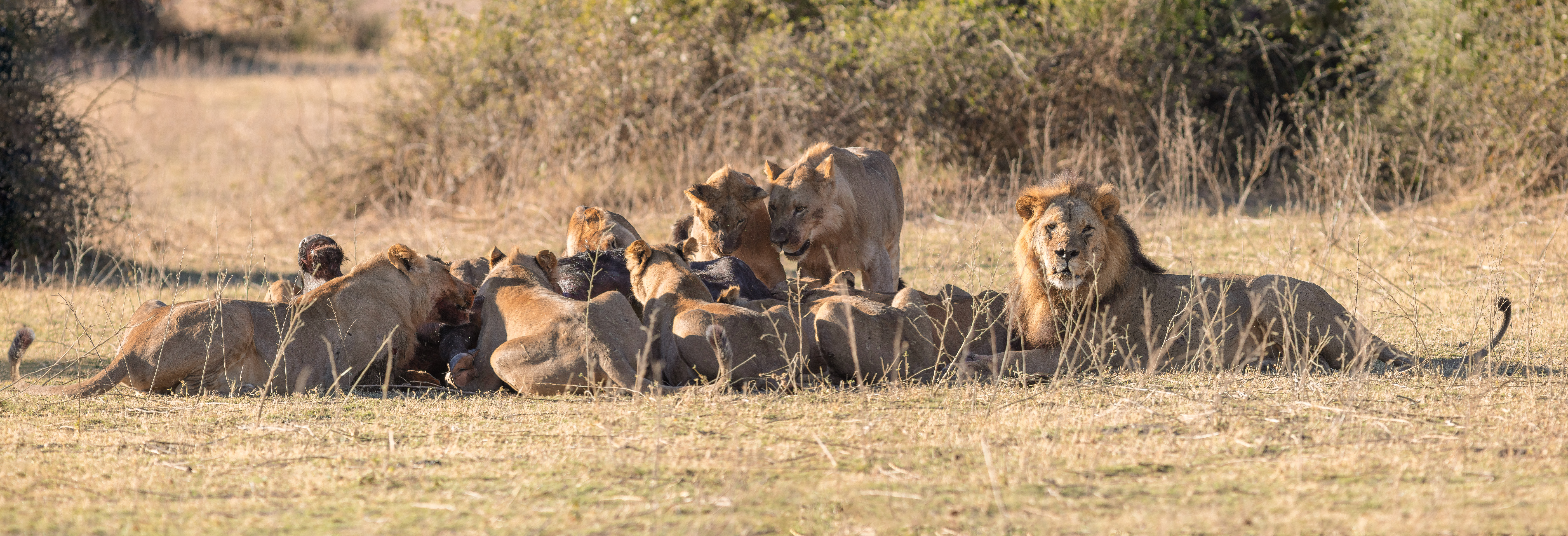
Bando de leões
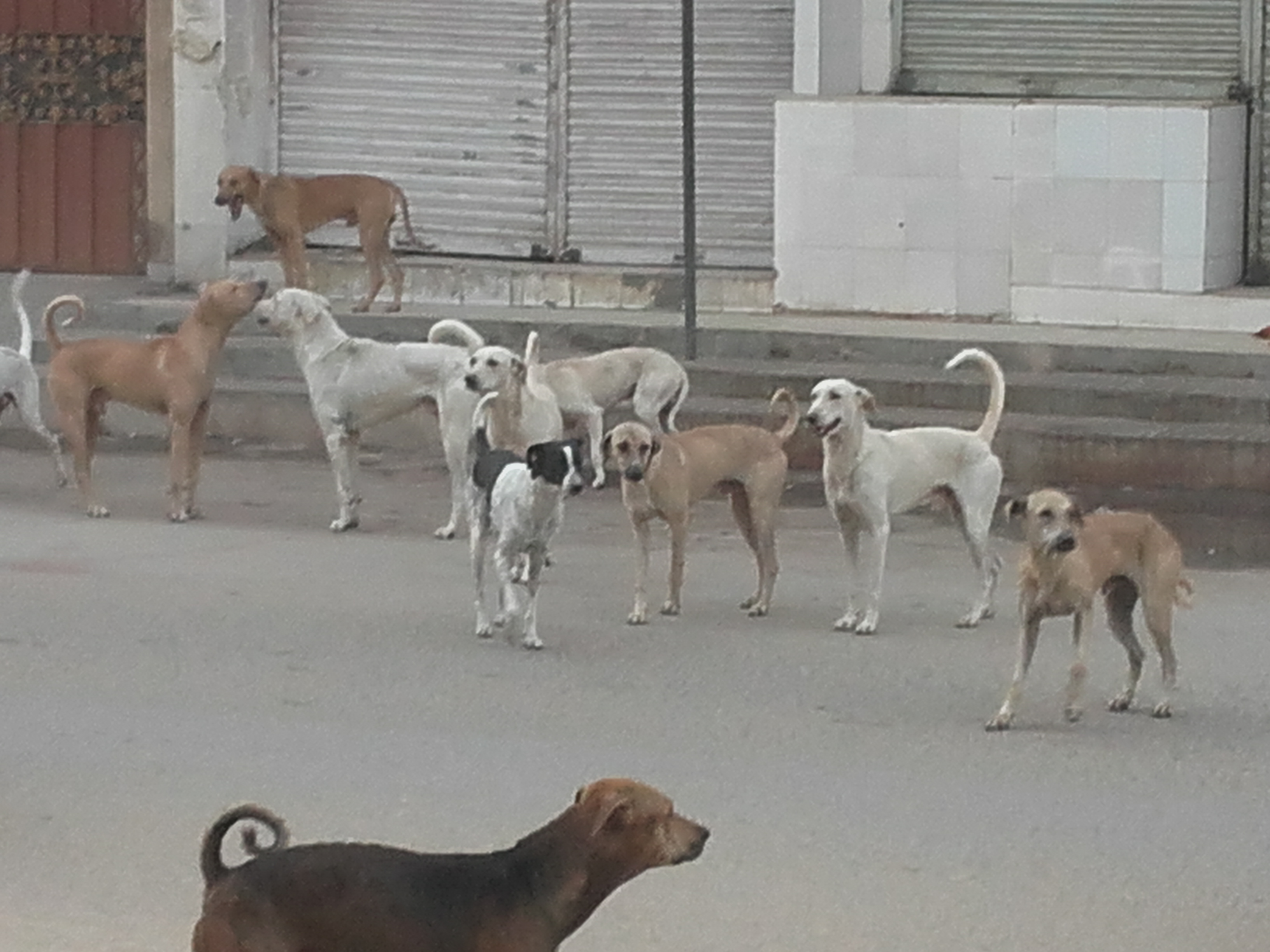
Uma matilha de cães de rua